# Orson
Orson fue una banda estadounidense de rock de Hollywood, California. El grupo está formado por Jason Pebworth (vocalista), Kevin Roentgen y George Astasio (guitarra), Johnny Lonely (bajo) y Chris Cano (batería).
El grupo se formó en el año 2000 a partir de Jason Pebworth y George Astasio, y el resto de componentes irían entrado posteriormente. El nombre del grupo se debe a Orson Welles, pero fue sacado a partir de una carta de sándwiches con nombres de famosos de un bar de California.
Tras no haber logrado el éxito esperado en sus giras por Estados Unidos, en 2005 deciden hacer una gira por varios locales en Reino Unido logrando llamar la atención de la crítica británica y la casa discográfica Mercury Records, perteneciente a Universal Music Group.
Uno de sus singles, "No tomorrow", comenzó a sonar en las radios de BBC a principios de 2006, por lo que el grupo decidió colgarlo en iTunes Store, logrando un récord de descargas directas. El éxito se confirmó cuando sacaron "No tomorrow" a la venta en marzo, siendo en 3 semanas el número 1 de singles en Reino Unido. La buena acogida del grupo en varias listas europeas llevó a que grabaran su primer álbum como grupo, "Bright idea", en mayo de 2006 producido por Noah Shain y con el que también conseguirían el primer puesto en ventas con 47.000 copias vendidas.
Han actuado en festivales de verano, como teloneros de grupos como Duran Duran o Robbie Williams, y en 2007 ganaron el premio a "Mejor artista revelación internacional" en los Brit Awards de 2007. El grupo tiene actualmente 2 álbumes en el mercado y se ha establecido en el Reino Unido. El grupo dio su último concierto el 14 de diciembre de 2007 y posteriormente anunció su disolución. Jason Pebworth y George Astasio continuaron como productores y escritores de letras para otros grupos.

## Discografía
- Bright idea (2006)
- Culture Vultures (2007)